# Filistatinella chilindrina
Espèce
Filistatinella chilindrina est une espèce d'araignées aranéomorphes de la famille des Filistatidae.

## Distribution
Cette espèce est endémique de Nuevo León au Mexique,. Elle se rencontre à Micronda des Presa et à Garza.

## Description
Le mâle holotype mesure 1,72 mm et la femelle paratype 2,36 mm.

## Étymologie
Cette espèce est nommée en référence au personnage La Chilindrina d'El Chavo del Ocho.

## Publication originale
- Jiménez & Palacios-Cardiel, 2012 : Filistatinella palaciosi sp. nov. (Araneidae: Filistatidae) de México. Dugesiana, vol. 19, p. 75-77 (texte intégral).